# Kurt Martens

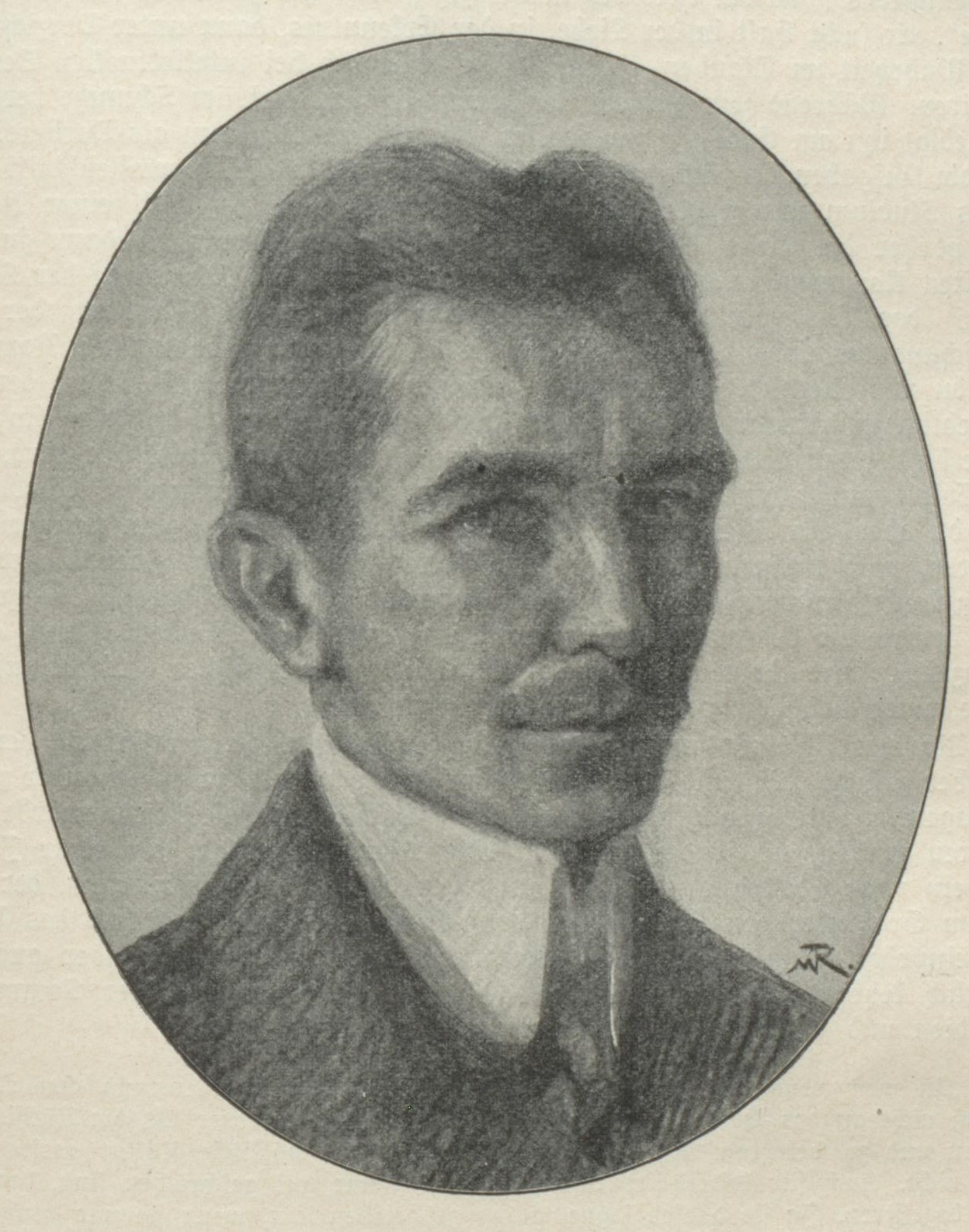
Max Alexis von der Ropp: Kurt Martens

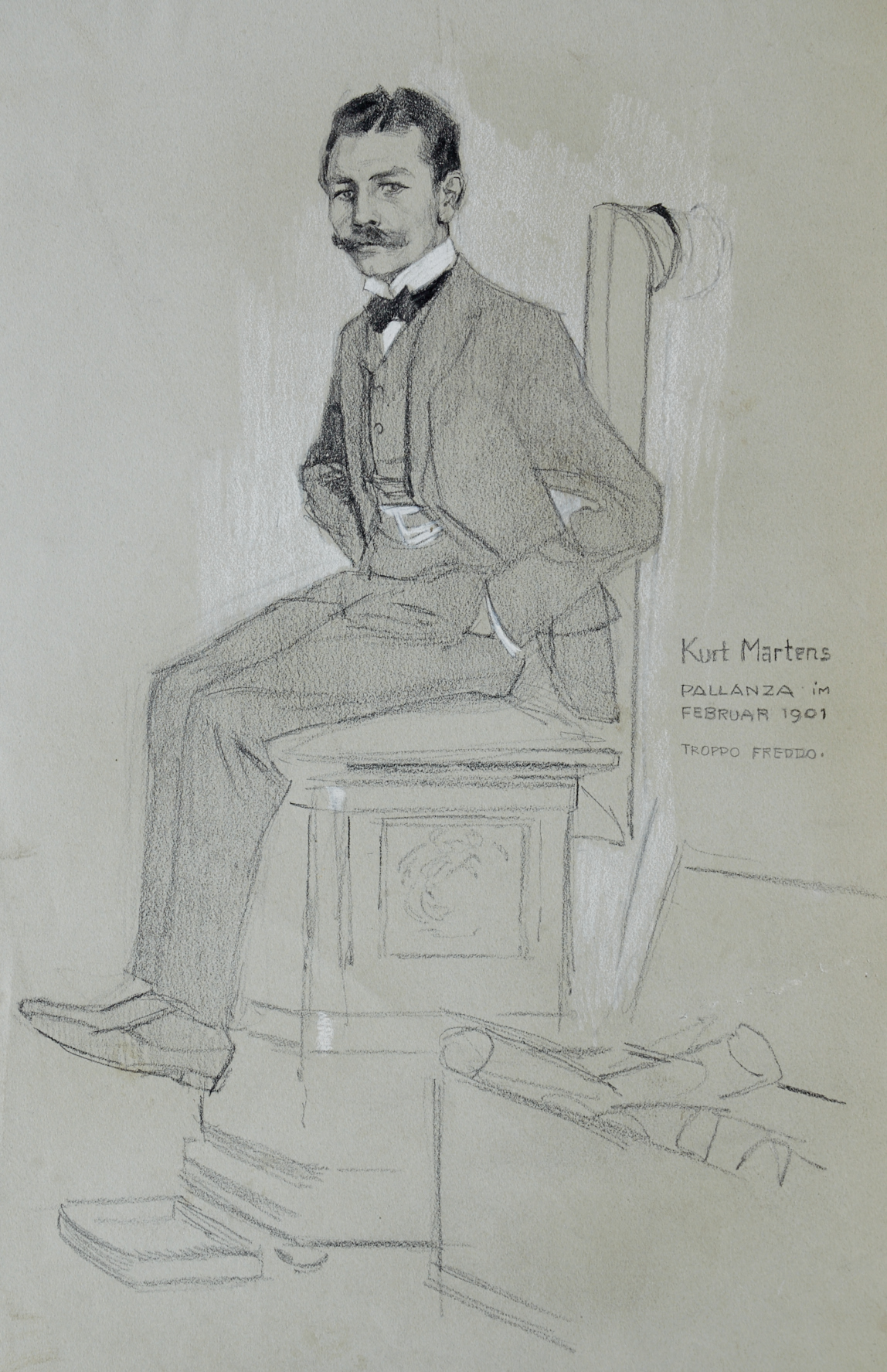
Kurt Martens, gezeichnet von Walther Caspari (1901)

Kurt Martens (* 21. Juli 1870 in Leipzig; † 16. Februar 1945 in Dresden) war ein deutscher Schriftsteller. Er hat vorwiegend Romane und Erzählungen verfasst.

## Leben
Martens war der Cousin des Verlegers Hans von Weber. Er studierte in Heidelberg, Leipzig und Berlin Jura, Staatswissenschaft und Geschichte und wurde zum Dr. iur. promoviert. 1892 erschien seine erste Veröffentlichung, der Novellenband Sinkende Schwimmer. Ab 1895 war er freier Schriftsteller. 1898 zog er nach München und war freundschaftlich mit Thomas Mann verbunden, mit dem er auch einen regen Briefwechsel führte. Im Sommer 1903 erzählte Martens seinem Duzfreund Mann eine „Casino-Geschichte“, die er während seiner Militärzeit in einem Husarenregiment miterlebt hatte. Dieser notierte einige Stichworte und verwendete sie im November 1903 bei der Niederschrift seiner Erzählung Ein Glück. Bekannt wurde Martens 1898 durch den Roman aus der Décadence.
Nach den Luftangriffen auf Dresden beging Martens Suizid und wurde auf dem Loschwitzer Friedhof beerdigt. Einer der beiden von dem Gmunder Bildhauer Quirin Roth geschaffenen Posaunenengel auf der Orgel der Dresdner Frauenkirche ist Kurt Martens gewidmet, der andere Victor Klemperer.

## Werke
- Roman aus der Décadence, 1898, online
- Aus dem Tagebuch einer Baronesse von Treuth und andere Novellen. Grethlein, Leipzig 1899
- Die Vollendung. Roman, 1902
- Kaspar Hauser. Drama in vier Akten. Fontane, Berlin 1903
- Kreislauf der Liebe. Eine Geschichte vom besseren Menschen. Fleischel, Berlin 1906
- Der Freudenmeister. Komödie in vier Akten. Fleischel, Berlin 1907
- Drei Novellen von Adeliger Lust. Fleischel, Berlin 1909
- Deutschland marschiert. Ein Roman von 1813. Fleischel, Berlin 1913
- Pia. Der Roman ihrer zwei Welten. Fleischel, Berlin 1913
- Geschmack und Bildung. Kleine Essays. Fleischel, Berlin 1914
- Verse. Bachmair, München 1914
- Hier und drüben. Roman. Fleischel, Berlin 1915
- Jan Friedrich. Der Roman eines Staatsmannes. Grethlein, Leipzig 1916
- Die großen und die kleinen Leiden. Novellen. Grethlein, Leipzig 1917
- Der Emigrant. Novelle. Steegemann, Hannover 1919
- Der Alp von Zerled. Roman. Grethlein, Leipzig 1920
- Schura. Hillger, Berlin 1920
- Die deutsche Literatur unserer Zeit. In Charakteristiken und Proben. Rösl, München 1921, online; Franke, Berlin 1933
- Schonungslose Lebenschronik. 2 Bände. Rikola, Wien 1921/24
- Die Pulververschwörung. Hachmeister & Thal, Leipzig 1922
- Zwischen Sumpf und Firmament. Novellen. Rösl, München 1922
- Des Geliebten doppelte Gestalt. Roman. Echerl, Berlin 1923
- Abenteuer der Seele. Novelletten. Reclam (UB 6400), Leipzig 1923
- Blausäure /	Ein Schuss im Wiener Wald. Kriminal-Novellen. Sieben Stäbe, Berlin 1929
- Gabriele Bach. Roman einer Deutschen in Paris. Neff, Berlin 1935
- Die Tänzerin und der Blinde. Erzählung. Moewig & Höffner, Berlin 1935
- Feldherr in fremdem Dienst. Schicksale des Grafen Matthias von der Schulenburg. Historische Erzählung. Möhring, Leipzig 1936
- Forsthaus Ellermoor. Roman. Seyfert, Dresden 1937
- Die junge Cosima. Roman. Janke, Leipzig 1937
- Verzicht und Vollendung. Roman. Steuben, Berlin 1941